# Nižný Skálnik
Nižný Skálnik (in ungherese: Alsósziklás) è un comune della Slovacchia facente parte del distretto di Rimavská Sobota, nella regione di Banská Bystrica.